# Jan Gerrit Krol
Jan Gerrit Krol (Uithuizermeeden, 12 september 1915 - 19 december 1989) was een Nederlands politicus van de CHU.
Hij werd geboren als zoon van Tjeerd Krol (1888-1962) die toen de gemeentesecretaris was van Uithuizermeeden, daar later ook burgemeester werd maar ook Tweede Kamerlid is geweest. Zelf is hij afgestudeerd in de rechten aan de Rijksuniversiteit Groningen. Krol was werkzaam als commies bij het departement van Binnenlandse Zaken voor hij in december 1957 benoemd werd tot burgemeester van Vollenhove. In januari 1973 ging Vollenhove op in de fusiegemeente Brederwiede en in mei van dat jaar volgde zijn benoeming tot burgemeester van Beesd. In januari 1978 ging Beesd met enkele andere gemeenten op in de gemeente Geldermalsen waardoor opnieuw zijn functie kwam te vervallen.